# کرم بادام

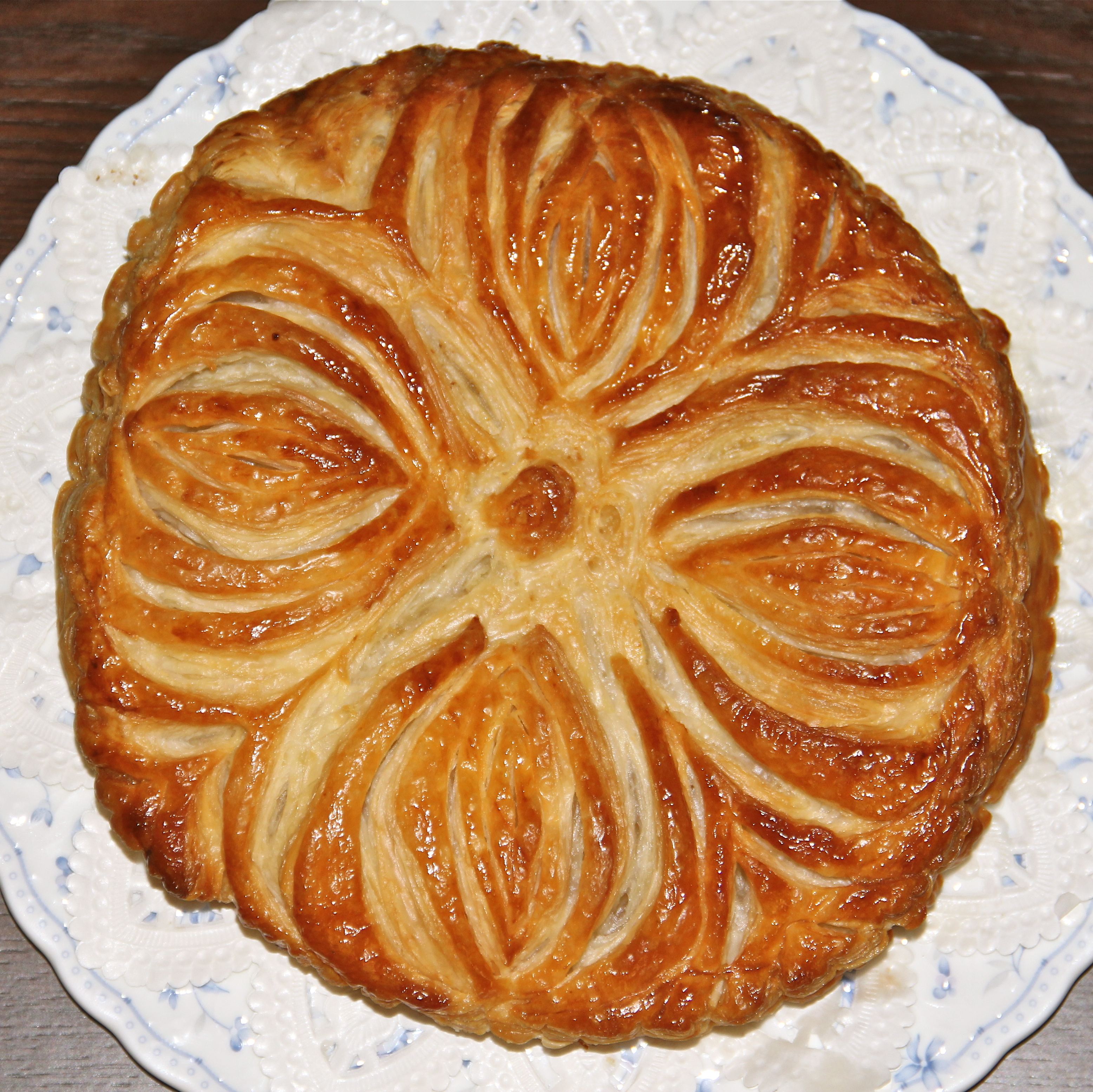
داخل کیک پادشاه با کرم بادام پر می‌شود.

کرم بادام (به فرانسوی: crème d'amandes) نوعی کرم است که از مخلوط کردن پودر بادام،  شکر، تخم مرغ و کره به نسبت های تقریباً مساوی به دست می‌آید. معمولاً برای پختن تارت بکار می‌رود. بر روی خمیر پهن شده، با قیف قرار گرفته و پخته می‌شود.